# Station Żarów
Station Żarów is een spoorwegstation in de Poolse plaats Żarów.